# Canadian Premier League 2025
La Canadian Premier League 2025 es la séptima temporada de la Canadian Premier League, la primera división del fútbol de Canadá.
La temporada comenzó el 5 de abril y terminará el 9 de noviembre.

## Sistema de disputa
Los 8 equipos jugarán la fase regular en sistema de todos contra todos 4 veces totalizando 28 partidos. Al término de la fase regular los cinco primeros clasificados jugarán los play-offs. La ronda de los play-offs estará conpuesta por cuatro rondas play-in, cuartos de final, semifinal 1 y semifinal 2 y final. a partido unico en cancha del equipo mejor ubicado.
El ganador de los play-offs de la Canadian Premier League (CPL) 2025 y el ganador de la temporada regular de la CPL 2025 ganarán plazas en la Copa de Campeones de la Concacaf 2026, compitiendo contra equipos de toda América del Norte, Central y el Caribe por un lugar en la Copa Intercontinental de la FIFA y la Copa Mundial de Clubes de la FIFA. La clasificación para la Copa de Campeones de Concacaf también estará disponible para los clubes de la CPL al ganar el Campeonato Canadiense de Fútbol.[cita requerida]
En caso de que un club de la CPL tuviera varias plazas de clasificación para la Copa de Campeones de Concacaf, los clubes de la CPL que hayan acumulado la mayor cantidad de puntos de liga en la temporada regular ganarán las plazas restantes.

## Equipos participantes
| Equipo          | Ciudad                       | Estadio                   | Capacidad | Fundación | Títulos | Subtítulos | Proovedor | Patrocinador      |
| --------------- | ---------------------------- | ------------------------- | --------- | --------- | ------- | ---------- | --------- | ----------------- |
| Atlético Ottawa | Ottawa, Ontario              | Estadio TD Place          | 24 000    | 2020      | —       | 1          | Macron    | Maple Lodge Farms |
| Cavalry         | Calgary, Alberta             | ATCO Field                | 6000      | 2018      | 1       | 2          | Macron    | WestJet           |
| Forge           | Hamilton, Ontario            | Tim Hortons Field         | 10 016    | 2017      | 4       | 2          | Macron    | WeatherTech       |
| HFX Wanderers   | Halifax, Nueva Escocia       | Wanderers Grounds         | 6200      | 2018      | —       | 1          | Macron    | Volkswagen        |
| Pacific         | Langford, Columbia Británica | Estadio Westhills         | 6500      | 2018      | 1       | —          | Macron    | Telus             |
| Valour          | Winnipeg, Manitoba           | IG Field                  | 33 234    | 2017      | —       | —          | Macron    | OneSoccer         |
| Vancouver       | Langley, Columbia Británica  | Willoughby Community Park | 6560      | 2022      | —       | —          | Macron    | Artigiano         |
| York United     | York, Ontario                | York Lions Stadium        | 8000      | 2018      | —       | —          | Macron    | Carlsberg         |

### Equipos por provincia
| Provincia          | N.º | Equipos                                   |
| ------------------ | --- | ----------------------------------------- |
| Ontario            | 3   | Atlético Ottawa, Forge FC, York United FC |
| Columbia Británica | 2   | Pacific FC, Vancouver FC                  |
| Alberta            | 1   | Calvary FC                                |
| Manitoba           | 1   | Valour FC                                 |
| Nueva Escocia      | 1   | HFX Wanderers FC                          |

## Temporada regular

### Clasificación
| Pos. | Equipo          | Pts. | PJ | G  | E | P  | GF | GC | Dif. | Clasificación                                                            |
| ---- | --------------- | ---- | -- | -- | - | -- | -- | -- | ---- | ------------------------------------------------------------------------ |
| 1    | Forge           | 43   | 19 | 12 | 7 | 0  | 37 | 13 | +24  | Primer play-off semifinal y acceso a la Copa de Campeones de la Concacaf |
| 2    | Atlético Ottawa | 39   | 19 | 11 | 6 | 2  | 37 | 19 | +18  | Primer play-off semifinal                                                |
| 3    | Cavalry         | 29   | 19 | 8  | 5 | 6  | 28 | 20 | +8   | Cuartos de final                                                         |
| 4    | York United     | 26   | 19 | 7  | 5 | 7  | 28 | 22 | +6   | Play-in por el acceso a cuartos de final                                 |
| 5    | HFX Wanderers   | 26   | 19 | 7  | 5 | 7  | 24 | 24 | 0    | Play-in por el acceso a cuartos de final                                 |
| 6    | Pacific         | 19   | 19 | 5  | 4 | 10 | 21 | 34 | −13  |                                                                          |
| 7    | Valour          | 15   | 19 | 4  | 3 | 12 | 19 | 43 | −24  |                                                                          |
| 8    | Vancouver       | 11   | 19 | 2  | 5 | 12 | 23 | 42 | −19  |                                                                          |

Actualizado a los partidos jugados el 17 de agosto de 2025.
 Fuente: Sitio oficial

## Resultados
| Local \ Visitante | OTA | CAL | FOR | HFX | PAC | VAL | VAN | YOR |
| ----------------- | --- | --- | --- | --- | --- | --- | --- | --- |
| Atlético Ottawa   | —   | 2–0 | 1–1 | 2–2 | 3–1 | 5–2 | 2–2 | 3–2 |
| Cavalry           | 1–3 | —   | 1–1 | 1–1 | 4–0 | 4–0 | 1–1 | 2–1 |
| Forge             | 2–2 | 1–0 | —   | 2–1 | 1–0 | 1–1 | 2–1 | 2–2 |
| HFX Wanderers     | 2–0 | 0–3 | 0–0 | —   | 3–1 | 3–1 | 1–0 | 0–2 |
| Pacific           | 0–1 | 0–1 | 0–2 | 3–2 | —   | 2–0 | 4–4 | 2–1 |
| Valour            | 0–3 | 2–1 | 0–5 | 0–1 | 0–0 | —   | 1–3 | 2–1 |
| Vancouver         | 1–4 | 0–0 | 0–2 | 0–2 | 1–1 | 3–1 | —   | 0–2 |
| York United       | 0–0 | 1–2 | 2–2 | 1–2 | 3–1 | 3–2 | 1–0 | —   |

| Local \ Visitante | OTA | CAL | FOR | HFX | PAC | VAL | VAN | YOR |
| ----------------- | --- | --- | --- | --- | --- | --- | --- | --- |
| Atlético Ottawa   | —   | -   | -   | 2–0 | -   | -   | -   | 0–0 |
| Cavalry           | -   | —   | -   | 0–0 | -   | -   | 5–4 | 0–1 |
| Forge             | 2–0 | -   | —   | -   | 2–0 | 5–0 | -   | -   |
| HFX Wanderers     | -   | -   | 1–2 | —   | -   | -   | 1–2 | -   |
| Pacific           | 0–2 | 1–0 | -   | 2–2 | —   | -   | -   | -   |
| Valour            | 1–2 | 1–2 | -   | -   | -   | —   | -   | 0–0 |
| Vancouver         | -   | -   | -   | -   | 2–3 | 1–3 | —   | -   |
| York United       | -   | -   | 1–2 | -   | -   | -   | 4–0 | —   |

## Goleadores
- Actualizado el 10 de agosto de 2025.[5]

| Rank | Jugador            | Club            | Goles |
| ---- | ------------------ | --------------- | ----- |
| 1    | Samuel Salter      | Atlético Ottawa | 12    |
| 2    | Julian Altobelli   | York United     | 9     |
| 3    | Tiago Coimbra      | HFX Wanderers   | 7     |
| 3    | David Rodríguez    | Atlético Ottawa | 7     |
| 3    | Brian Wright       | Forge           | 7     |
| 6    | Ballou Tabla       | Atlético Ottawa | 6     |
| 7    | Opoku Ampomah      | Forge           | 5     |
| 7    | Gabriel Bitar      | York United     | 5     |
| 7    | Sergio Camargo     | Cavalry         | 5     |
| 7    | Ali Musse          | Cavalry         | 5     |
| 7    | Tobias Warschewski | Cavalry         | 5     |